# Платинаскандий
Платинаскандий — бинарное неорганическое соединение
платины и скандия
с формулой ScPt,
кристаллы.

## Получение
- Сплавление стехиометрических количеств чистых веществ:

{\displaystyle {\mathsf {Pt+Sc\ {\xrightarrow {2200^{o}C}}\ ScPt}}}

## Физические свойства
Платинаскандий образует кристаллы
кубической сингонии,
пространственная группа P m3m,
параметры ячейки a = 0,3270 нм, Z = 1,
структура типа хлорида цезия CsCl
.
Соединение конгруэнтно плавится при температуре ≈2200°С .